# Delosperma parviflorum
Delosperma parviflorum är en isörtsväxtart som beskrevs av L. Bol.. Delosperma parviflorum ingår i släktet Delosperma, och familjen isörtsväxter. Inga underarter finns listade i Catalogue of Life.